# Michelangelo Antonioni
Michelangelo Antonioni (Ferrara, 29 september 1912 – Rome, 30 juli 2007) was een Italiaanse filmregisseur, schrijver en kunstschilder. Naast Fellini en Luchino Visconti wordt hij doorgaans gezien als een van de groten van de Italiaanse film.

## Levensloop
Antonioni behaalde een diploma in economie aan de Universiteit van Bologna. In 1940 ging hij naar Rome waar hij studeerde bij het Centro sperimentale di cinematografia. Hier ontmoette hij enkele kunstenaars met wie hij in de volgende jaren zou samenwerken; onder hen Roberto Rossellini.
Hij beschreef zichzelf als marxistische intellectueel, maar sommige auteurs trekken zijn aanhankelijkheid aan die ideologie in twijfel. In tegenstelling tot zijn tijdgenoten, met inbegrip van neorealisten en ook Federico Fellini, Ermanno Olmi en Pier Paolo Pasolini, wier films over het algemeen het leven van de onderklasse behandelden, gingen Antonioni's opmerkelijkste films over de elite en de stedelijke burgerij.
Typisch voor zijn stijl is de manier waarop hij zijn beelden kadreert; strak afgelijnd, bijna abstract. Ook kenmerkend voor Antonioni is zijn aandacht voor de omgeving waarin zijn personages zich verplaatsen. Een lichtvlek op een muur, het ritselen van bladeren, het geluid van een ventilator, alles heeft belang. In L'eclisse zijn deze stijlkenmerken het meest zichtbaar. Ook typisch voor Antonioni is de afwezigheid van een te volgen verhaallijn, zeer beperkte dialogen en bedacht gecomponeerde en bevreemdende opnamen. De beelden moesten via het medium film voor zich spreken. Niet het verhaal of de tekst waren doorslaggevend.
Zijn lievelingsactrice Monica Vitti kan als verpersoonlijking gelden van de moderne vrouw. Lange tijd heeft men gedacht dat Antonioni's films een kritiek waren op onze moderne wereld maar wat hem werkelijk voor ogen stond was aantonen dat de gevoelens van de mensen nog altijd dezelfde zijn als een paar duizend jaar geleden en dus nog altijd niet aangepast aan onze technologische maatschappij.
Antonioni publiceerde een boek, Quel bowling sul Tevere, dat in 1995 verscheen bij uitgeverij Einaudi in Turijn (uitgegeven in het Engels als “That Bowling Alley on the Tiber: Tales of a Director”). Het betreft een verzameling korte verhalen, aanzetten of ideeën (nuclei in Antonioni's eigen bewoording) voor films. Sommige werden door Antonioni verder uitgewerkt tot een filmscript, de meeste echter niet.
Antonioni overleed op dezelfde dag als Ingmar Bergman.

## Filmografie
- 1950: Cronaca di un amore
- 1952: I vinti
- 1953: La signora senza camelie
- 1955: Le amiche
- 1957: Il grido
- 1960: L'avventura
- 1961: La notte
- 1962: L'eclisse
- 1964: Il deserto rosso
- 1966: Blow-Up
- 1970: Zabriskie Point
- 1972: Chung Kuo, Cina
- 1975: The Passenger
- 1981: Il mistero di Oberwald
- 1982: Identificazione di una donna
- 1995: A di là delle nuvole

## Onderscheidingen
- Gouden Palm in Cannes met Blowup
- Prijs van de Jury in Cannes met L'avventura
- Gouden Beer in Berlijn met La notte
- Oscar voor zijn gehele oeuvre